# Felsenberg
Felsenberg este o arie protejată (sit de importanță comunitară — SCI, arie de protecție specială avifaunistică — SPA) din Germania întinsă pe o suprafață de 5,86 ha, integral pe uscat.

## Localizare
Centrul sitului Felsenberg este situat la coordonatele 49°23′57″N 8°47′33″E / 49.3992°N 8.7925°E.

## Înființare
Situl Felsenberg a fost declarat arie de protecție specială avifaunistică în martie 2001 pentru a proteja 1 specie de animale. Situl a fost protejat și ca sit de importanță comunitară în martie 2001.

## Biodiversitate
Situată în ecoregiunea continentală, aria protejată nu include niciun habitat protejat.
La baza desemnării sitului se află o specie protejată de  păsări: Falco peregrinus peregrinus.